# المجموعة الفردانية R2
المجموعة الفردانية R2، أو R-M479، والمعرُوفة اختصارًا باسم السُّلالة R2، هي مجموعة فردانيَّة بشريَّة ذكوريَّة تتميز بالعلامة الجينية M479. وهو أحد السليلين الأساسيين للمجموعة الفردانية R (R-M207)، وشقيق السُّلالة هو R1 (R-M173).
تتركز السُّلالة جغرافيًا في جنوب آسيا وآسيا الوسطى منذ عصور ما قبل التاريخ. ويبدو أنها تصل إلى أعلى مستوياتها بين شعب الهونزا في شمال باكستان. ومع ذلك، يبدو أيضًا أنه موجود بمستويات منخفضة في القوقاز وإيران والأناضول وأوروبا.

### التوزيع
تم اختبار معظم الأبحاث فقط لوجود R-M479 (R2) وR-M124 (R2a) - نظرًا لأنه تم اكتشاف الفرع الأساسي الآخر، R2b (R-FGC21706)، بعد R2a، فإنه غالبًا لم يتم اختباره. ومن ثم فإن أفضل وصف لمعظم النتائج هو R2(xR2a).

#### R2a (R-M124)
يتميز الفرع R2a بطفراته M124، F820/Page4، L381، P249، وتوجد بشكل رئيسي في جنوب آسيا، مع ترددات أقل في آسيا الوسطى والقوقاز. تم العثور على الفرع R2a أيضًا في العديد من السكان اليهود، وهم: اليهود العراقيين، اليهود الفرس، يهود الجبل، واليهود الأشكناز.

#### R2b (R-FGC21706)
يوجد بشكل خاص في شبه القارة الهندية.

## ملحوظات
1. ↑  Julie Di Cristofaro, Erwan Pennarun, Stéphane Mazières, Natalie M. Myres, Alice A. Lin, Shah Aga Temori, Mait Metspalu, Ene Metspalu, Michael Witzel, Roy J. King, Peter A. Underhill, Richard Villems & Jacques Chiaroni, 2013, “Afghan Hindu Kush: Where Eurasian Sub-Continent Gene Flows Converge”, ‘’PLoS One’’ (October 18). (17 June 2017.)
2. ↑  Kevin Alan Brook, The Jews of Khazaria, Third Edition, Rowman & Littlefield, 2018, p. 185.
3. ↑  "R-FGC50227 YTree". YFull. مؤرشف من الأصل في 2024-02-15. اطلع عليه بتاريخ 2024-02-15.

## روابط خارجية
- التنقيب في المجموعة الفردانية R2 (Y-DNA)
- مشروع R2-M124-WTY (سير عبر Y).
- مشروع الحمض النووي الهندي للأنساب
- مشروع الحمض النووي لمجموعة هابلوغروب R2 Y